# Paraleucobryum
Paraleucobryum (Weißgabelzahnmoose) ist eine Gattung von Laubmoosen aus der Familie Dicranaceae. Die Arten sind überwiegend in der Nordhemisphäre verbreitet.

## Merkmale
Die Pflanzen ähneln Dicranum-Arten und bilden lockere bis dichte, weißlichgrüne bis gelblichgrüne oder graugrüne, glänzende Polster oder Rasen, sind bis 4 Zentimeter groß, aufrecht und einfach oder verzweigt. Die Blätter sind gerade bis sichelförmig gebogen, aus lanzettlicher Basis in eine lange röhrenförmige Pfrieme ausgezogen, mit breiter Rippe, flachen oder etwas eingebogenen Blatträndern und deutlich differenzierten, mehr oder weniger aufgeblasenen Blattflügelzellen. Der Rippenquerschnitt ist gewöhnlich dreischichtig, mit einer mittleren Schicht chlorophyllhaltiger und je einer dorsalen und ventralen Schicht hyaliner Zellen; Stereiden fehlen. Blattzellen sind im oberen Teil des Blattes rechteckig, unten verlängert. Die aufrechte, gerade bis leicht gekrümmte und zylindrische Sporenkapsel besitzt einen lang geschnäbelten Deckel. Das Moos ist diözisch.

## Systematik und Arten
Ursprünglich wurde die Gattung als Untergattung von Dicranum geführt, mit der sie habituelle Ähnlichkeiten gemeinsam hat. Der gänzlich andere Aufbau der Blattrippe jedoch weist auf eine gewisse Verwandtschaft mit der Gattung Leucobryum, den Weißmoosen, hin.
Zu Paraleucobryum werden weltweit vier Arten gezählt. In Deutschland, Österreich und der Schweiz vorkommende Arten sind:
- Paraleucobryum enerve
- Paraleucobryum longifolium
- Paraleucobryum sauteri